# Ricotta
Ricotta is een witte zachte en frisse Italiaanse kaas van koeien- of schapenmelk, met een milde en zacht zoete smaak. Ricotta bevat een laag zout- en vetgehalte.
Ricotta betekent ‘opnieuw gekookt’. De naam verwijst naar de methode waarop ricotta gemaakt is: het wordt gemaakt van de wei die overblijft, nadat deze is gescheiden van de wrongel.
Strikt genomen is ricotta dus geen kaas, maar een bijproduct ervan. De wei vormde jarenlang een probleem, omdat men niet wist hoe men het kon gebruiken. Toen werd ontdekt dat bij verhitting de albumine in de wei samenklonterde en een nieuwe wrongel vormde. Door deze wrongel uit te laten lekken, ontstond ricotta. Ricotta wordt verkocht als een verse, witte kaas met een korrelige textuur. Meestal wordt hij verkocht in plastic bakjes.
Serveermogelijkheden:
- als onderdeel van een kaasplank, bestrooid met zout en peper en gehakte, verse tuinkruiden of bosvruchten;
- op brood met garnalen;
- in salades met meloen en prosciutto.

Ricotta wordt in Italië ook veel in gevulde pastagerechten gebruikt, bijvoorbeeld samen met spinazie als vulling in ravioli. In de Joodse keuken van Rome is ricottataart een erkende specialiteit. Meestal is die zwartgeblakerd aan de bovenzijde. 